# Psy
Пак Чэсан (Пак Чэ Сан) (кор. 박재상; род. 31 декабря 1977, Сеул, Южная Корея) — южнокорейский исполнитель и автор песен, выступающий под псевдонимом Psy (Сай; кор. 싸이; sai; стилизуется маюскулом как PSY). Известен своими юмористическими видеоклипами и концертными выступлениями.
24 ноября 2012 года видеоклип на песню «Gangnam Style» стал на тот момент самым просматриваемым в истории YouTube, а 21 декабря 2012 года впервые в истории YouTube и Интернета количество просмотров одного видеоклипа («Gangnam Style») превысило 1 миллиард.
31 декабря 2012 года Psy выступал перед живой аудиторией более 1 млн человек на площади Таймс-сквер в Нью-Йорке в Новогоднем концерте.
13 апреля 2013 года Psy опубликовал на YouTube новый, схожий по стилю с «Gangnam Style», клип «Gentleman», который набрал около 162 миллионов просмотров за первую неделю.
31 мая 2014 года видео «Gangnam Style» набрало более 2 миллиардов просмотров. 1 декабря 2014 года компания Google была вынуждена внести изменения в код счётчика YouTube, так как количество просмотров превысило максимальное на тот момент допустимое значение в 32-битном знаковом целом типе данных (2 147 483 647).
Psy — это сценическое имя Пак Чэ Сана, образованное от английского слова «psycho» (рус. псих, сумасшедший). Исполнитель в интервью BBC объяснял это так: «Я думаю, что вы знаете о том, что я без ума от музыки, танцев, исполнения, поэтому я такой псих».

## Биография

### 1978—1995: ранняя жизнь
Пак Чэ Сан родился 31 декабря 1977 года в богатой семье в районе Каннам города Сеул, Южная Корея. Его отец, Хо Вон Пак, является исполнительным председателем Ди корпорации, его мать, Ким Ен Хи, владеет несколькими ресторанами в Каннаме. Чэ Сан посещал начальную и среднюю школы Банпо и среднюю школу Сехва.
Он рассказал Алине Чо из CNN, что, когда ему было 15 лет, он смотрел корейскую телепрограмму, которая представляла иностранную поп-музыку. Один из эпизодов показал концерт на стадионе «Уэмбли» британской рок-группы «Queen», где они исполнили свой сингл 1975 года «Богемная рапсодия». Чэ Сан сказал, что именно эта запись концерта пробудила его любовь к музыке.

### 1996—2003: образование и начало карьеры
PSY получил образование в США, обучался, но не закончил Бостонский университет и Музыкальный колледж Беркли.
По прибытии США он потерял интерес к учёбе, потратив оставшиеся средства на обучение игре на музыкальных инструментах. После посещения летнего курса английского языка и обучения в течение одного семестра он бросил Бостонский университет и подал заявление на обучение в Музыкальном колледже Беркли. Во время своего пребывания в Беркли Пак брал основные уроки, но вскоре бросил учёбу и вернулся в Южную Корею, чтобы продолжить карьеру певца, не получив образования ни в Бостонском университете, ни в Беркли.
В Южной Корее сайт PSY впервые появился на корейском национальном телевидении в 2000 году после того, как его танец привлёк внимание телевизионного продюсера.
В январе 2001 года PSY дебютировал с полноформатным альбомом «Psy from the Psycho World!» под лейблом LNLT Entertainment. Из-за «неподобающего содержания» его альбома певец был оштрафован властями Южной Кореи. PSY стал новичком хип-хоп сцены, который взбудоражил корейскую поп-музыку. Благодаря своеобразным танцевальным движениям и нетрадиционному внешнему виду PSY заработал прозвище «странный певец».
В 2001 году PSY был арестован за хранение марихуаны и в результате этого не смог присутствовать на похоронах своего дедушки. Во время интервью PSY сказал: «Он был мне очень близок. Хоть я и не был на похоронах, я всю свою оставшуюся жизнь буду сожалеть об этом [аресте], потому что мой дедушка так любил меня, а я не мог присутствовать там, когда он был на смертном одре».
Его второй альбом «Sa-2» также вызвал споры после его выпуска в 2002 году, заработав жалобы от гражданских групп из-за потенциально негативного влияния его альбома на детей и подростков. «Sa-2» был запрещён к продаже в 2002 году до 19 лет. В сентябре того же года сайт PSY выпустил свой третий альбом «3 PSY». Заглавная песня альбома, «Champion», имела большой успех отчасти из-за шумихи на играх Кубка Мира, проходивших в Сеуле. Несмотря на значительное количество споров вокруг его музыки, PSY был награждён на ежегодной премии Seoul Music Awards, ознаменовав свой прорыв в музыкальной индустрии Южной Кореи.
В 2003 году Пак Че Сан был призван в качестве обязательной военной службы, установленной для всех южнокорейских мужчин в возрасте от 18 до 35 лет. Но в 2005 был освобождён от военной службы, так как работал в компании по разработке программного обеспечения (правительство Южной Кореи предоставляет исключения для тех, кто имеет техническую экспертизу в компаниях, которые служат национальным интересам).

### 2006—2009: возвращение с «Ssajib» и освобождение от военной службы
В 2006 году PSY вернулся с четвёртым альбомом «Ssajib». Альбом получил награды на SBS Music Awards 2006 и Mnet Asian Music Awards в Гонконге.
14 октября 2006 года Пак Че Сан женился на Ю Хе Ён, студентке-виолончелистке из университета Ёнсе. Девушка была его подругой три с половиной года. Телерадиокомпании Korean Broadcasting System было известно, что пара встречалась, не скрывала этот факт. У них есть дочери-близнецы.
В 2007 году прокуроры штата обвинили PSY в «пренебрежении» его работой, проведении концертов и появлении в местных телевизионных сетях в период его предыдущей работы. 12 октября 2007 года Сеульский административный суд постановил, что Psy должен быть переработан, отклонив иск, поданный Psy против Управления военной рабочей силы (MMA) в августе. Два месяца спустя он был вновь призван в армию, где имел звание рядового первого класса и служил связистом в 52-й пехотной дивизии армии, прежде чем был освобождён от обязанностей в июле 2009 года.

### 2010—2013: контракт с YG Entertainment, дебют в Японии и международный прорыв
Из-за финансовых трудностей PSY больше не мог выпускать собственные песни. Его жена уговорила его присоединиться к южнокорейскому музыкальному лейблу YG Entertainment, основатель и главный исполнительный директор которого Ян Хен Сок был старым другом PSY. В 2010 году Psy присоединился к YG Entertainment. Ким Хи Чхоль из Super Junior выразили желание, чтобы Psy присоединился к лейблу его группы SM Entertainment. Psy выпустил свой пятый альбом «PsyFive» в 2010 году, и его ведущий сингл «Right Now» был запрещён для аудитории моложе 19 лет,
Министерством гендерного равенства и семьи Южной Кореи за непристойную лирику.
Несмотря на запрет, Psy получил награды во время 2011 Melon Music Awards и Mnet Asian Music Awards. На протяжении своей двенадцатилетней карьеры в Южной Корее Psy несколько раз возглавлял отечественные музыкальные чарты.
7 января 2012 года Psy выступил вместе с группами Big Bang (группа) и 2NE1 перед 80 000 японских фанатов во время семейного концерта YG в Осаке. Его выступление транслировалось Mezamashi TV, японским новостным журналом, выпускаемым Fuji Television. Это ознаменовало его первое появление в иностранной радиовещательной сети, во время концерта Psy представил себя своим японским поклонникам со знаком, который гласил: «Я известный певец, известный тем, что он сводит аудиторию с ума в Корее, но здесь, сегодня, я просто маленький пухлый Новичок» и спел пять своих хитов, в то время как японские телевизионные комментаторы выразили своё одобрение в своём удивлении его юмористическим включением движений Леди Гаги и Бейонсе.
В июле 2012 года Psy выпустил свой шестой альбом «Psy 6 (Six Rules)», заглавная песня «Gangnam Style» появилась в радиовещательных сетях и газетах за пределами Азии. 14 августа «Gangnam Style» занял первое место в ежемесячном чарте YouTube «самые просматриваемые видео»; 21 августа 2012 года «Gangnam Style» официально наметил № 1 в чартах музыкальных видео iTunes, обогнав Джастина Бибера As Long as You Love Me" и Кэти Перри «Wide Awake». После того, как видео стало вирусным, знаменитости быстро прыгнули за борт, а Кэти Перри, Бритни Спирс и Том Круз в Twitter поделились своим восторгом. Феномен Gangnam Style также популяризировал старые музыкальные клипы музыканта, такие как «Right Now». 14 сентября 2012 года он появился на шоу Today, NBC в Нью-Йорке, исполняя песню вживую и обучая танцевальным движениям ведущих.
24 октября 2012 года Организация Объединённых Наций признала Psy «международной сенсацией». По данным Reuters, генеральный секретарь ООН Пан Ги Мун запланировал встречу с Psy в убеждении, что музыка имеет большую силу для преодоления нетерпимости. 23 октября 2012 года они встретились в Центральных учреждениях Организации Объединённых Наций, где Пан Ги Мун выразил желание работать с Psy. Он отметил, что PSY имеет «неограниченный глобальный охват»
PSY был назначен послом доброй воли Детского фонда ООН(ЮНИСЕФ).
7 ноября 2012 года Psy выступил в Англии в Оксфордском Союзе, чтобы обсудить вдохновение, лежащее в основе «Gangnam Style» и его следующего альбома. Он сказал аудитории, что благодаря успеху «Gangnam Style» он теперь живёт как во сне, так и в кошмаре, так как его следующей песне будет трудно сравниться с успехом «Gangnam Style». Он также рассказал о своей ранней жизни, и в тот момент, когда он понял, что «Gangnam Style» стал известным. По словам The Independent, билеты на его выступление были «такими востребованными, что они должны были быть назначены путём голосования — метод, который не требовался, когда бывший кандидат в президенты Джон Маккейн говорил в начале этого года, ни когда Мать Тереза, Далай-Лама или Майкл Джексон говорили»
12 ноября 2012 года Psy стал вторым южнокорейским музыкальным исполнителем, который появился на MTV Europe Music Awards, где он исполнил «Gangnam Style» и провёл конкурс от Рианны, Кэти Перри и Леди Гаги, чтобы выиграть награду «Лучшее видео». Мероприятие транслировалось по всему миру и принималось немецкой моделью и актрисой Хайди Клум, которая представила Psy аудитории как «бесспорного короля поп-музыки». Несколько дней спустя американская певица Мадонна исполнила мэшап «Gangnam Style» и «Give It 2 Me» вместе с пси и её танцорами во время концерта в Нью-Йорке в Мэдисон-Сквер-Гарден во время тура MDNA. Позже он сказал журналистам, что его концерт с Мадонной «возглавил его список достижений».

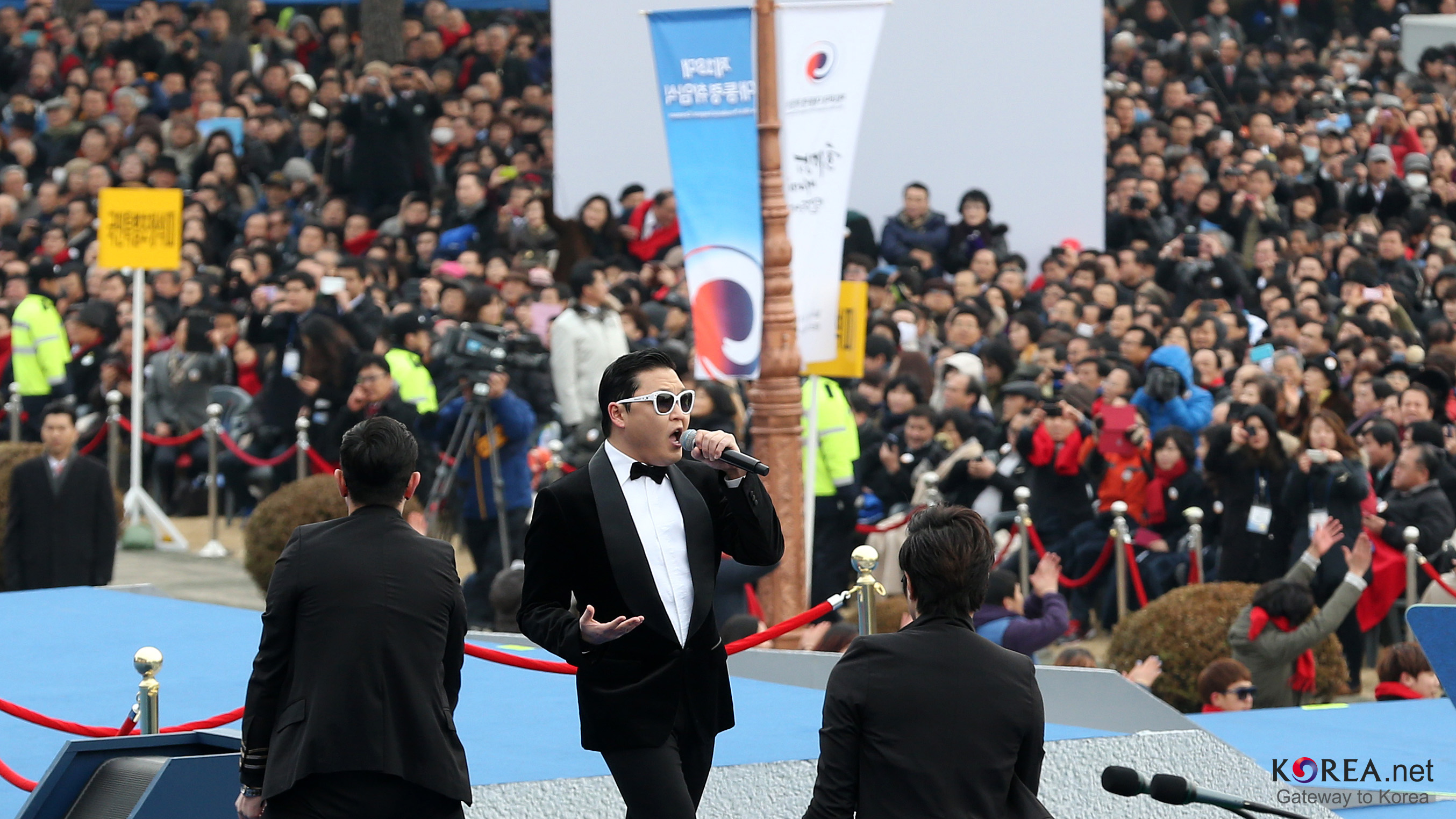
Выступление на инаугурации президента Республики Корея Пак Кын Хе, 2013 год

24 ноября 2012 года «Gangnam Style» стал самым просматриваемым видео в истории YouTube, превзойдя предыдущее самое просматриваемое видео, «Baby» Джастина Бибера. Количество просмотров было достигнуто примерно в одиннадцать раз быстрее, чем у Бибера.
Psy позже выиграл четыре награды на Mnet Asian Music Awards 2012 в Гонконге 30 ноября 2012 года. 21 декабря 2012 года, «Gangnam Style» достиг 1 миллиарда просмотров на YouTube, став первым видео, чтобы сделать это в истории веб-сайта, он встретил актёра и каскадёра Джеки Чана, который назвал его образцом для подражания, который доказал, что «мечты сбываются».
PSY считает «Gangnam Style» самым главным достижением в своей жизни.
В 2012 году хореография из этого клипа попала в мировые выпуски новостей, а затем выходит его 6-й студийный альбом под названием «PSY6». PSY является первым в мире исполнителем, песня которого «Gangnam Style» на платформе ITunes лидирует в 31 стране мира.

### 2013—2014: Gentleman, дуэт со Snoop Dogg и рекорд на YouTube
12 апреля 2013 года, за день до официального международного релиза, в интернет просочился звук последующего сингла Psy «Gentleman».На следующий день премьера клипа для «Gentleman» состоялась на концерте Psy «Happening», в котором приняли участие 50 000 человек и транслировался в прямом эфире на YouTube для аудитории 150 000, приглашённые исполнители концерта включали Ли Хай, 2NE1 и G-Dragon. Psy, как сообщается, инвестировал 2,7 миллиона долларов США в производство концерта. Psy продолжал продвигать «Gentleman» на протяжении 2013 года. В мае 2013 года PSY дважды появлялся в Live! с Келли Рипу и Майкла Стрейхена и научил, как танцевать «Gentleman». Psy также появился в финале American Idol season 12. Psy
В апреле 2013 года стал послом по туризму Южной Кореи.
9 мая PSY прочитал специальную лекцию в Гарвардском университете. В этой лекции он рассказал о своей страсти и других причинах своей популярности.
9 июня 2014 года Psy выпустил новый сингл " Hangover "с участием американского рэпера Snoop Dogg и объявил о своём намерении выпустить новую песню под названием"Father".
Рекорд на YouTube
1 декабря 2014 года видео YouTube собрало более 231-1 просмотров, переполняя счётчик YouTube отрицательным числом, в результате чего общественный комментарий от Google/YouTube сказал: "Мы никогда не думали, что видео будет смотреть в количестве, большем, чем 32-битное целое число (=2,147,483,647 просмотров), но это было до того, как мы встретились с PSY. «Gangnam Style» был просмотрен так много раз, что нам пришлось перейти на 64-битное целое число (9,223,372,036,854,775,808)!"Парение над прилавком видео YouTube вызвало пасхальное яйцо.[92] представитель YouTube позже показал, что комментарий был шуткой и что компания уже обновилась до 64-битного целого числа несколько месяцев назад.

### 2015—2017: Chiljip PSY-da, 4X2=8
28 марта 2015 года он выпустил клип на песню «Father».
1 декабря 2015 года, Psy выпустил свой 7-й альбом Chiljip PSY-da, с двойным названием треков «Daddy» и «Napal», «Baji». Альбом включал дуэт с CL. Рекламные акции для альбома включали два выступления на Inkigayo, а также выступление на альбоме You Hee-yeol. Сингл «Daddy» выиграл Тройную корону на Inkigayo. «Daddy» также был включён в танцевальную видеоигру Just Dance 2017.
В мае 2017 года Psy выпустил свой 8-й студийный альбом, 4X2=8, с синглами «I Luv it» и «New Face». Альбом содержит сотрудничество нескольких артистов, включая лейбл-товарищей G-Dragon и TAEYANG. В клипе для «I Luv It» фигурировали актёр Ли Бён Хон и комик Пикотаро.

### С 2018: уход из YG Entertainment и основание своего агентства
15 мая 2018 года Psy официально покинул YG Entertainment через 8 лет подписания контракта.
24 января 2019 года основал своё агентство P-Nation.

## Пик популярности

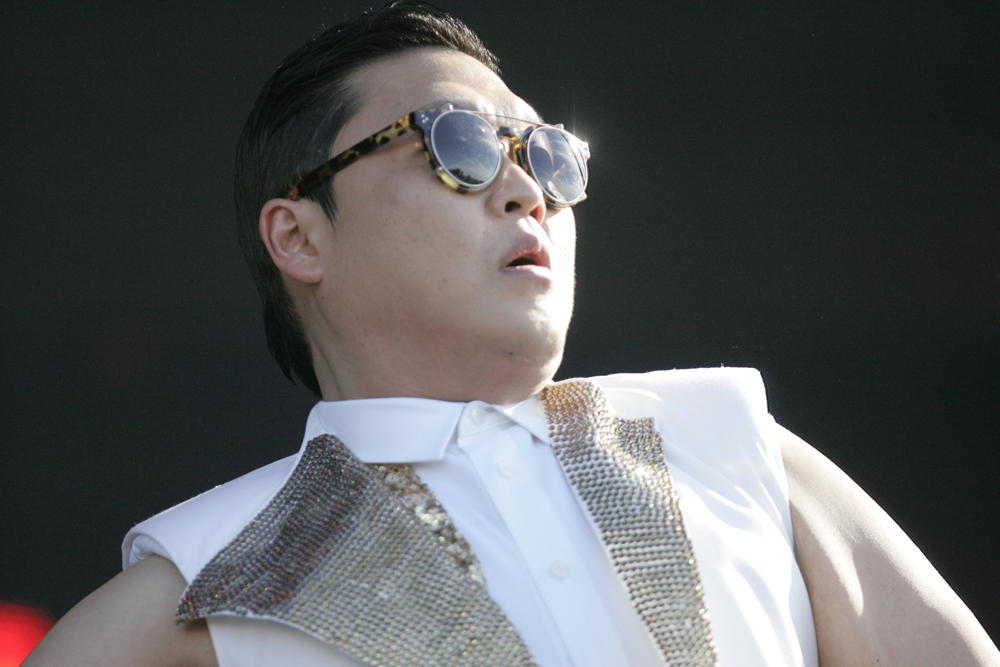

В начале сентября 2012 года PSY подписал контракт с американским лейблом Island Records, который будет управлять деятельностью артиста по всему миру, за исключением Южной Кореи. А уже 6 сентября 2012 года он посетил церемонию «2012 MTV Video Music Awards», прошедшую в спортивном комплексе «Стэйплс-центр» в Лос-Анджелесе, Калифорния (США) в качестве одного из VIP-гостей мероприятия.
Хит PSY «Gangnam Style» также занял 1 позицию в национальном чарте Великобритании, несмотря на то, что песня исполняется на корейском языке. Также с этой же композицией корейский исполнитель достиг 1 места в чарте «Digital Songs» Billboard и расположился на 2 месте чарта «Hot 100» Billboard, а музыкальное видео на этот трек попало в «Книгу рекордов Гиннесса», как самое понравившееся видео на видеопортале YouTube за всю его историю.
«Gangnam Style» — разговорное выражение в корейском языке, означающее роскошный образ жизни, которым славится Каннамгу, богатый и модный район Сеула. В интервью CNN PSY сравнил его с Беверли-Хиллз.
Песня посвящена «идеальной девушке, знающей, когда надо быть утончённой, а когда дикой».

## Дискография
- Psy from the Psycho World! (2001)
- Ssa2 (2002)
- 3 Mai (2002)
- Ssajib (2006)
- PsyFive (2010)
- Psy 6 (Six Rules), Part 1 (2012)
- Chiljip Psy-da (2015)
- 4X2=8 (2017)
- 싸다 9 (9th Album) (2022)

## Фильмография
| Год  |   | Русское название             | Оригинальное название        | Роль                                                    |
| ---- | - | ---------------------------- | ---------------------------- | ------------------------------------------------------- |
| 2002 | ф | Влажные мечты                | Wet Dreams                   | Начинающий учитель Сок-Гу                               |
| 2012 | с | Одержимые мечтой 2           | Dream High 2                 | Тренер (5-й сезон)                                      |
| 2012 | с | Суперзвезда K4               | 슈퍼스타 K4 (Superstar K4)   | Камео – Судья                                           |
| 2012 | с | Saturday Night Live          | Saturday Night Live          | Камео, Lids/Скетч Gangnam Style (38-й сезон, 1-я серия) |
| 2013 | с | Live! with Kelly and Michael | Live! with Kelly and Michael | Камео, (два шоу в течение двух недель)                  |

## Телеведущий
- Шоу талантов канала M.net «Superstar K4[англ.]» — судья

## Выступления в музыкальных клипах
Список музыкальных клипов, где PSY был в качестве гостя или сыграл эпизодическую роль.
| Год  | Музыкальный клип                        | Артист               |
| ---- | --------------------------------------- | -------------------- |
| 2003 | «애송이» («Aesongi», «Novice Baby Boy») | Лекси                |
| 2012 | «Ice Cream»                             | Хёна                 |
| 2013 | «DJ Play My Song (NO, LEAVE ME ALONE)»  | The Gregory Brothers |

## Награды
| Year | Awards |
| ---- | --- |
| 2002 | - SBS Gayo: Hip-Hop Award |

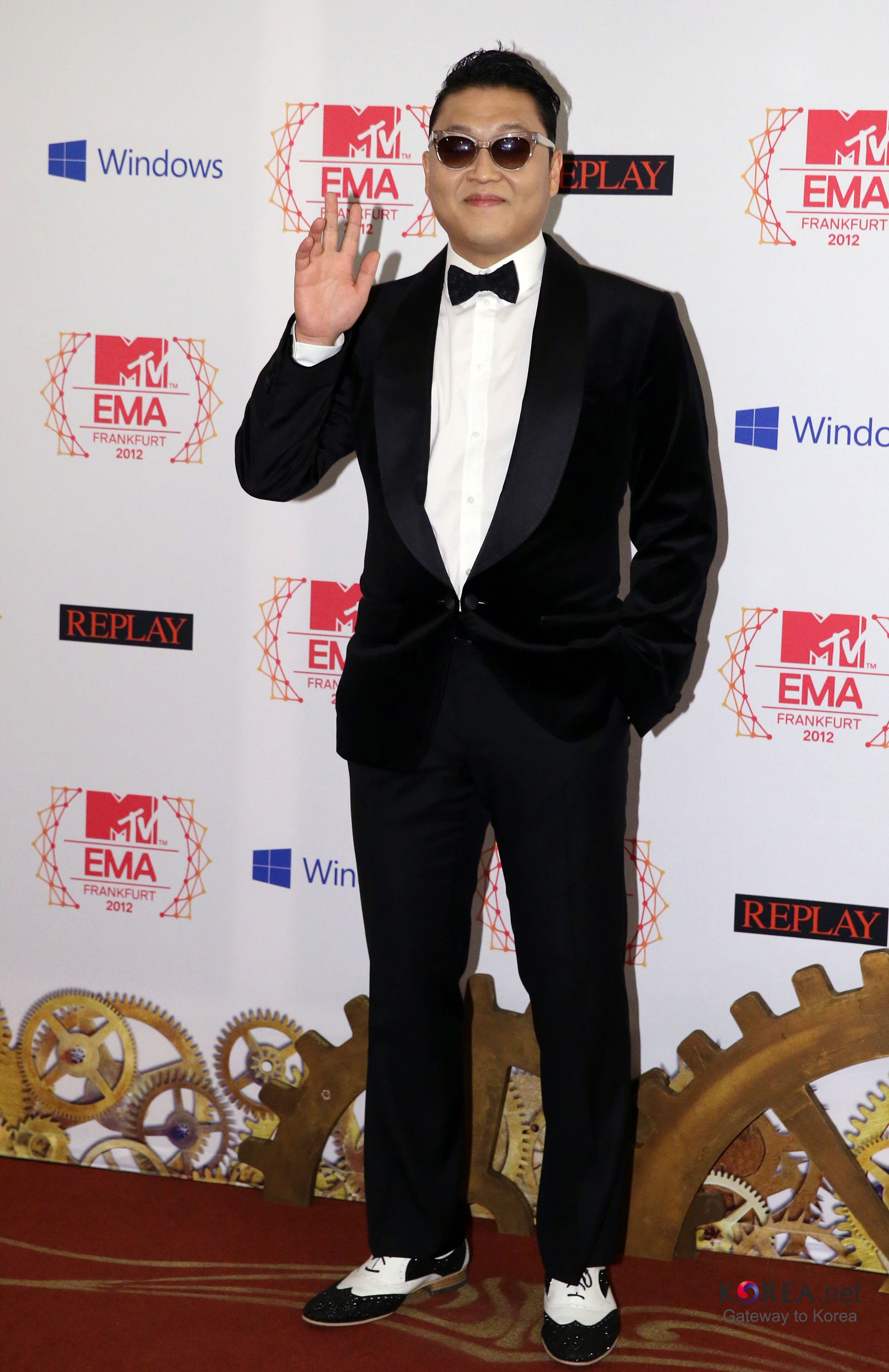
PSY на церемонии EMTV. Германия, 2013 год

| 2004 | - 15th Seoul Music Awards: Best Lyricist Virtual - SBS Gayo: Songwriter of the Year - 2004 M.net KM Music Festival: Best Male Solo Artist Award                                                                                             |
| 2005 | - M.net KM Music Video Festival Awards: Concert Video Award |
| 2006 | - M.net KM Music Video Festival Awards: Best Film Music Video Award - SBS Gayo Prix |
| 2009 | - Military Grand Award |
| 2010 | - 19th High-1 Seoul Music Awards: Performance Culture Award - M.net Asian Music Awards: Producer Award - 2nd Melon Music: Music Awards Performance Cultural Award                                                                           |
| 2011 | - 20th High-1 Seoul Music Awards: Best Album Award - Department of Defense Plaque of Appreciation - 1st Korea Music Copyright Target Singer: Songwriter Award - 1st Korea Music Copyright Target Singer (Hip-hop sector): Composition Award |
| 2012 | - MTV Europe Music Awards (Best video) |
| 2013 | - Премия Муз-ТВ (Мировой прорыв года) |

## Рекорды в «Книге рекордов Гиннесса»
- Gangnam Style — самое просматриваемое видео в режиме онлайн[35]
- Gangnam Style — видео с наибольшим количеством лайков в режиме онлайн[35]
- Gangnam Style — первое видео на YouTube, просмотренное более 1 млрд раз[35]
- Gentleman — самое просматриваемое видео за первые 24 часа в режиме онлайн[35]